# 法赞雷生
法赞雷生（INN：Fazamorexant，研发代号：YZJ-1139）是一种食欲素受体拮抗剂，正在开发用于治疗失眠症。该药物通过口服给药。
法赞雷生是双食欲素受体拮抗剂（DORA），即同时作为食欲素受体OX1和OX2的拮抗剂。其达峰时间为0.6至1.3小时，消除半衰期为1.9至3.7小时。
法赞雷生正在由中国的江苏扬子江药业集团和/或上海海雁医药科技有限公司开发。截至2022年9月，该药物正处于失眠症治疗的Ⅲ期临床试验阶段。关于法赞雷生的公开信息相对较少。因此，它必须被排除在2020年针对失眠症的食欲素受体拮抗剂的文献综述之外
。